# Charles Kay Ogden
Charles Kay Ogden (1. červen 1889, Fleetwood (Lancashire) – 20. březen 1957, Londýn) byl anglický spisovatel a lingvista, tvůrce tzv. Basic English.
Od roku 1908 studoval klasické jazyky v Oxfordu a v rámci svého zájmu o výuku cizích jazyků podnikl v letech 1912-1913 studijní cestu po evropském kontinentu. Ze zdravotních důvodů nebyl odveden a roku 1915 získal titul M. A. Ale už jako student založil v roce 1912 týdeník Cambridge Magazine, intelektuální revui, do níž přispívali například Thomas Hardy, George Bernard Shaw, H. G. Wells ad. V roce 1919 se z něj stal čtvrtletník. Více než polovinu obsahu tvořily překlady a stručné přehledy více než 100 zahraničních časopisů, což žádný jiný britský časopis nedělal, a Ogdenův Magazine měl díky tomu velký ohlas u britských politiků. Náklad vystoupil až na 20 tisíc, ale roku 1922 zanikl.
Ogden pracoval v londýnském nakladatelství Kegan Paul, kde redigoval několik řad populárně vědeckých i beletristických knížek. Podílel se na anglickém překladu Wittgensteinova "Traktátu" a spolu s literárním vědcem I. A. Richardsem vytvořili osobitou teorii jazyka a významu, do níž se pokusil zahrnout nejnovější poznatky psychologie. Své výsledky shrnuli v práci The Meaning of Meaning (1923), která navazovala na sémantiku C. S. Peirce a dočkala se mnoha vydání i překladů.
V letech 1926-1930 se Ogden věnoval projektu Basic English, což byl zjednodušený systém anglického jazyka, o němž Ogden věřil, že by se mohl stát jednotným, standardizovaným prostředkem mezinárodní komunikace. Práce o Basic English publikoval v letech 1928-1934 (zejm. Basic Vocabulary, 1930; Basic English, 1930; The System of Basic English, 1934). Projekt později podpořili například Winston Churchill a Franklin Delano Roosevelt, Churchill dokonce sestavil komisi hodnotící možnosti rozšíření této verze angličtiny.